# دانكن آيداهو
دانكن آيداهو (بالإنجليزية: Duncan Idaho) هو شخصية خيالية من سلسلة عالم كثيب التي ألَّفها فرانك هربرت. ظهر في أول رواية من السلسلة، كثيب (1965)، وأصبح شخصية بارزة. تم إحياؤه في مسيح كثيب (1969). وهو الشخصية الوحيدة التي ظهرت في جميع روايات كثيب الست الأصلية لهربرت.